# Salas de juego
Salas de Juego es un programa emitido por la cadena televisiva MEGA estrenado el 3 de enero del 2011 y conducido por Álvaro Salas y Mariana Derderián.

## Modo de juego
La mecánica del concurso consiste inicialmente en una rutina con el humorista y sus chistes blancos que entretendrán a toda su familia.
El juego tendrá varias etapas adicionales, las que requerirán no sólo del conocimiento,agilidad y destreza de los participantes.
La dinámica continuará con una recreación de Fernando Godoy, Camila López y Gisella Molinero.
Luego invitados y famosos comenzarán a competir entre ellos para ganar el premio final: un gran viaje.

## Pruebas
- Reír y Saber
- Belleza Mundial

## Desarrollo
| Programa | Invitados                           |
| -------- | ----------------------------------- |
| 1        | Marlen Olivari Patricia Larraín     |
| 2        | Pamela Díaz Felipe Avello           |
| 3        | Jorge Zabaleta Benjamín Vicuña      |
| 4        | Raquel Calderón José Miguel Viñuela |
| 5        | Maura Rivera Rodrigo Díaz           |

- Datos: Q6117169